# 7253 Nara
7253 Nara (1993 CL) là một tiểu hành tinh vành đai chính được phát hiện ngày 13 tháng 2 năm 1993 bởi Fumiaki Uto ở Uto.